# Benedykt Tarkowski
Benedykt Tarkowski herbu Klamry (zm. przed 11 lutego 1777) – cześnik mielnicki w latach 1772–1775, pisarz mielnicki w 1775 roku, członek konfederacji Adama Ponińskiego w 1773 roku, poseł ziemi mielnickiej na Sejm Rozbiorowy 1773–1775.
Pisarz grodzki mielnicki w 1767 roku. W załączniku do depeszy z 2 października 1767 roku do prezydenta Kolegium Spraw Zagranicznych Imperium Rosyjskiego Nikity Panina, poseł rosyjski Nikołaj Repnin określił go jako posła wrogiego realizacji rosyjskich planów na sejmie 1767 roku, poseł ziemi mielnickiej na sejm 1767 roku.